# Rakovski (Plovdiv)
Rakovski (Bulgaars: Раковски) is een stad en een gemeente in de Bulgaarse oblast Plovdiv in de historische regio Thracië. De stad ligt aan de westelijke kant van het Balkangebergte. De huidige stad Rakovski is in 1966 ontstaan door een fusie van drie dorpen: General Nikolaevo, Sekirovo and Partsjevitsj. In tegenstelling tot de rest van Bulgarije zijn de meeste inwoners lid van de  Rooms-Katholieke Kerk. 

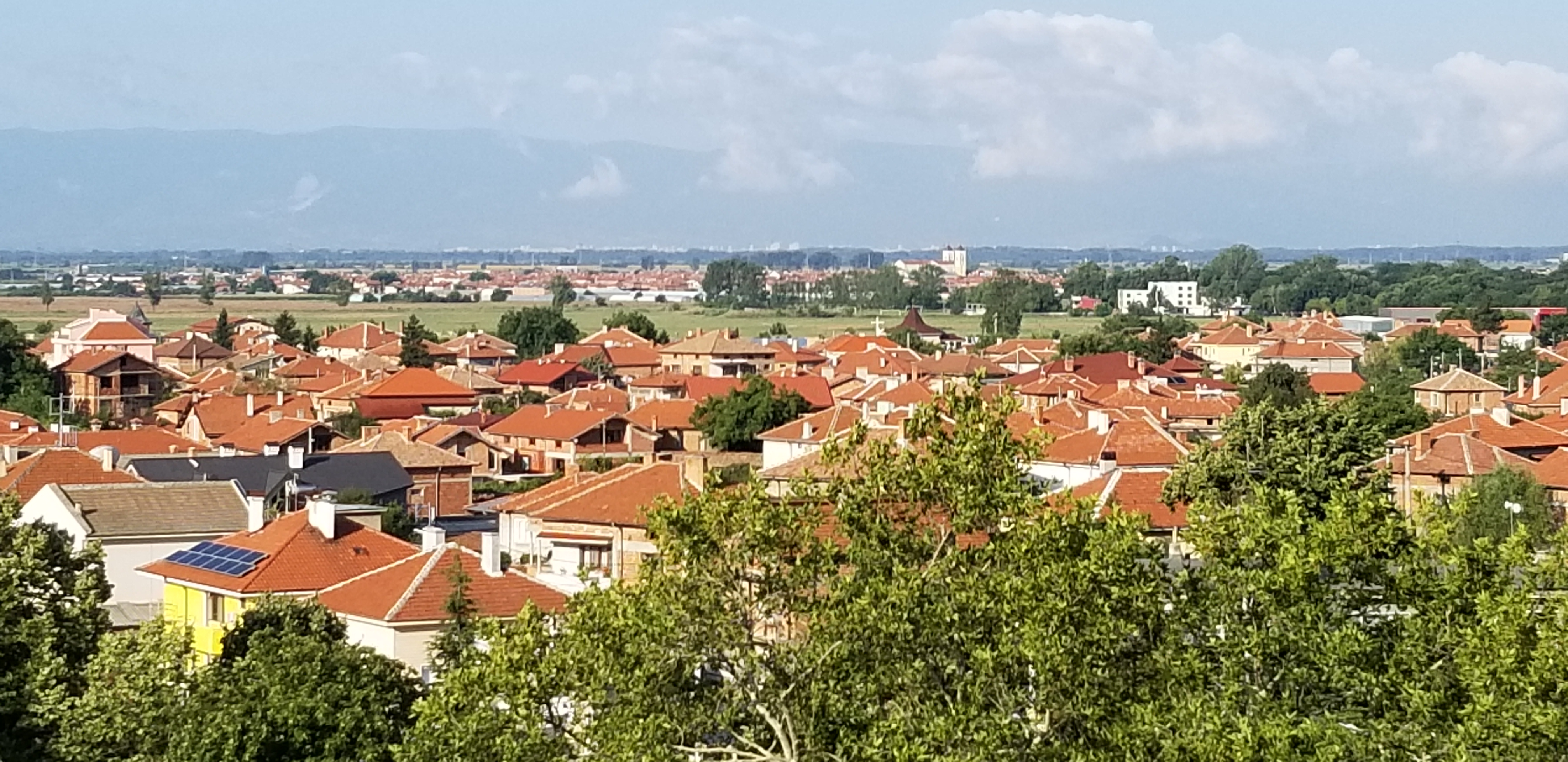
Panoramische weergave van Rakovski

## Geografie
De gemeente Rakovski ligt in het centrale deel van Zuid-Bulgarije, in het oostelijke deel van de oblast Plovdiv. Het grondgebied ligt ten noordoosten van de stad Plovdiv. Met een oppervlakte van 263,963 vierkante kilometer is het de 11e van de 18 gemeenten van de oblast Plovdiv. Het grondgebied staat gelijk aan 4,4% van de oblast Plovdiv en 0,24% van het land.
De grenzen zijn als volgt:
- in het zuiden - gemeente Sadovo;
- in het westen en zuidwesten - gemeente Maritsa;
- in het westen en noordwesten - gemeente Kalojanovo;
- in het noorden en noordoosten - gemeente Brezovo;
- in het oosten - gemeente Bratja Daskalovi, oblast Stara Zagora.

## Bevolking
Het inwonersaantal van de stad bereikte in 2001 een hoogtepunt met 16.610 personen. Op 31 december 2020 telde de stad 14.696 inwoners, terwijl de gemeente 25.423 inwoners had.

### Religie
Bij de volkstelling van 1 februari 2011 was het invullen van een geloofsovertuiging optioneel. Van de 26.381 mensen die werden geregistreerd bij de volkstelling van 2011 kozen 4.958 personen (18,9%) ervoor om hun religieuze overtuiging niet te specificeren. De grootste religieuze denominatie is de Rooms-Katholieke Kerk.
|                              | Aantal | Percentage (%) | Percentage (%) |
| 26.381                       | Totaal | Respondenten   |                |
| ---------------------------- | ------ | -------------- | -------------- |
| Bulgaars-Orthodoxe Kerk      | 8.869  | 33,62          | 41,40          |
| Katholieke Kerk in Bulgarije | 11.400 | 43,21          | 53,21          |
| Protestantisme               | 250    | 0,95           | 1,17           |
| Islam                        | 68     | 0,26           | 0,32           |
| Overig                       | 4      | 0,02           | 0,02           |
| Onkerkelijk                  | 149    | 0,56           | 0,70           |
| Geen antwoord                | 683    | 2,59           | 3,19           |
| Onbekend                     | 4.958  | 18,79          | -              |

## Kernen
De gemeente Rakovski bestaat uit zeven nederzettingen: de stad Rakovski en de dorpen Belozem, Momino Selo, Strjama, Tsjalakovi, Sjisjmantsi en Boljarino. 
Asenovgrad - Brezovo - Kalojanovo - Karlovo - Chisarja - Koeklen - Kritsjim - Laki - Maritsa - Parvomaï - Peroesjtitsa - Plovdiv - Rakovski - Rodopi - Sadovo - Saedinenie - Sopot - Stamboliïski